# ديفيد هيوز (لاعب كريكت أسترالي)
ديفيد هيوز (13 مايو 1947 في المملكة المتحدة - )  (بالإنجليزية: David Hughes)‏ هو لاعب كريكت أسترالي. لعب مع فريق تسمانيا للكريكت ونادي مقاطعة لانكشر للكريكت ‏ ونادي مارليبون للكريكت ‏.

## وصلات خارجية
- ديفيد هيوز على موقع إي آس بي آن كريك إنفو (الإنجليزية)